# Вивье, Колетт
Колетт Вивье (фр. Colette Vivier), настоящее имя Колетт Лежён (Colette Lejeune; 4 июля 1898, Париж — 9 сентября 1979, там же) — французская писательница для детей и юношества.

## Биография и творчество
Колетт Лежён родилась в 1898 году в Париже и жила в нём всю свою жизнь. Училась в школе, где преподавала её бабушка; именно в её честь Колетт впоследствии взяла псевдоним «Вивье». Окончив школу, поступила в Сорбонну, где изучала английский, итальянский и русский языки. В 1925 году вышла замуж за учителя Жана Дюваля и в годы Второй мировой войны участвовала вместе с ним в движении Сопротивления.
Первым литературным опытом Вивье стала книга для немецких детей, изучающих французский язык. В парижском лицее Бюффона, где работал её муж, был преподаватель из Германии, которому нужен был носитель французского, способный написать детскую книгу для учебной серии издательства Teubner. Колетт с детства любила придумывать всевозможные истории, однако писать по-настоящему не пробовала. Тем не менее она написала книжку о парижской девочке Дидин, имевшую большой успех у юных немецких читателей, и продолжала писать для издательства Teubner, пока не началась война.
Наряду с этим Вивье начала писать для французской аудитории. В 1939 году был опубликован её роман «Дом маленьких радостей» (La Maison des Petits Bonheurs), написанный в форме дневника парижской школьницы Алины Дюпен. Удостоенный премии Prix Jeunesse, роман впоследствии многократно переиздавался и был переведён на ряд языков. Большим успехом пользовался также «Дом четырёх ветров» (La Maison des Quatre-Vents), о котором сама писательница говорила, что ничего в нём не придумывала, только вспоминала. Написанный в 1945 году, роман повествует о жизни обитателей одного парижского дома с Рождества 1943 года до освобождения Парижа и об участии детей в Сопротивлении.
Все книги Колетт Вивье адресованы юным читателям. Несмотря на то, что сама Вивье происходила из буржуазной семьи, в своих книгах она предпочитает повествовать о рабочей среде, которую хорошо знала. Проза Вивье реалистична, в ней нет захватывающих приключений и волшебства; ситуации, в которые попадают герои её книг, жизненны, зачастую даже обыденны. Однако именно это, вкупе с отсутствием всякого морализаторства, делает их близкими и понятными ребёнку. Французский философ и специалист в области детской литературы Марк Сориано, подчёркивая недидактичность прозы Вивье, писал о её персонажах: «Их нельзя назвать образцовыми в педагогическом смысле слова; в их задачи не входит преподать читателю урок. День за днём они просто живут, преодолевают возникающие трудности и становятся самими собой».
Международный совет по детской книге дважды, в 1972 и 1974 годах, включал Колетт Вивье в список «высоко рекомендуемых авторов».